# Triphaenopsis
Triphaenopsis là một chi bướm đêm thuộc họ Noctuidae.

## Các loài
- Triphaenopsis cinerescens Butler, 1855
- Triphaenopsis diminuta Butler, 1889
- Triphaenopsis ella Strand, 1920
- Triphaenopsis indica (Moore, 1881)
- Triphaenopsis inepta Butler, 1889
- Triphaenopsis insolita Remm, 1983
- Triphaenopsis jezoensis Sugi, 1962
- Triphaenopsis lucilla Butler, 1878
- Triphaenopsis postflava (Leech, 1900)